# Meteorium ancistrodes
Meteorium ancistrodes là một loài Rêu trong họ Meteoriaceae. Loài này được (Mont.) Paris miêu tả khoa học đầu tiên năm 1897.